# Leucophlebia damascena
Leucophlebia damascena är en fjärilsart som beskrevs av Butler 1875. Leucophlebia damascena ingår i släktet Leucophlebia och familjen svärmare. Inga underarter finns listade i Catalogue of Life.